# Oholiab
Oholiab – syn Achisamaka z pokolenia Dana. Wspomagał Besaleela w budowie Namiotu Spotkania i być może także Arki Przymierza. W Wj 38:23 wspomniany jako "wybitny snycerz, tkacz wielobarwnie wyszywający przy pomocy fioletowej i czerwonej purpury, karmazynu oraz bisioru".